# Sanremo-Festival 1995
Die 45. Ausgabe des Festival della Canzone Italiana di Sanremo fand 1995 vom 21. bis zum 25. Februar im Teatro Ariston in Sanremo statt und wurde von Pippo Baudo mit Anna Falchi und Claudia Koll moderiert.

## Ablauf

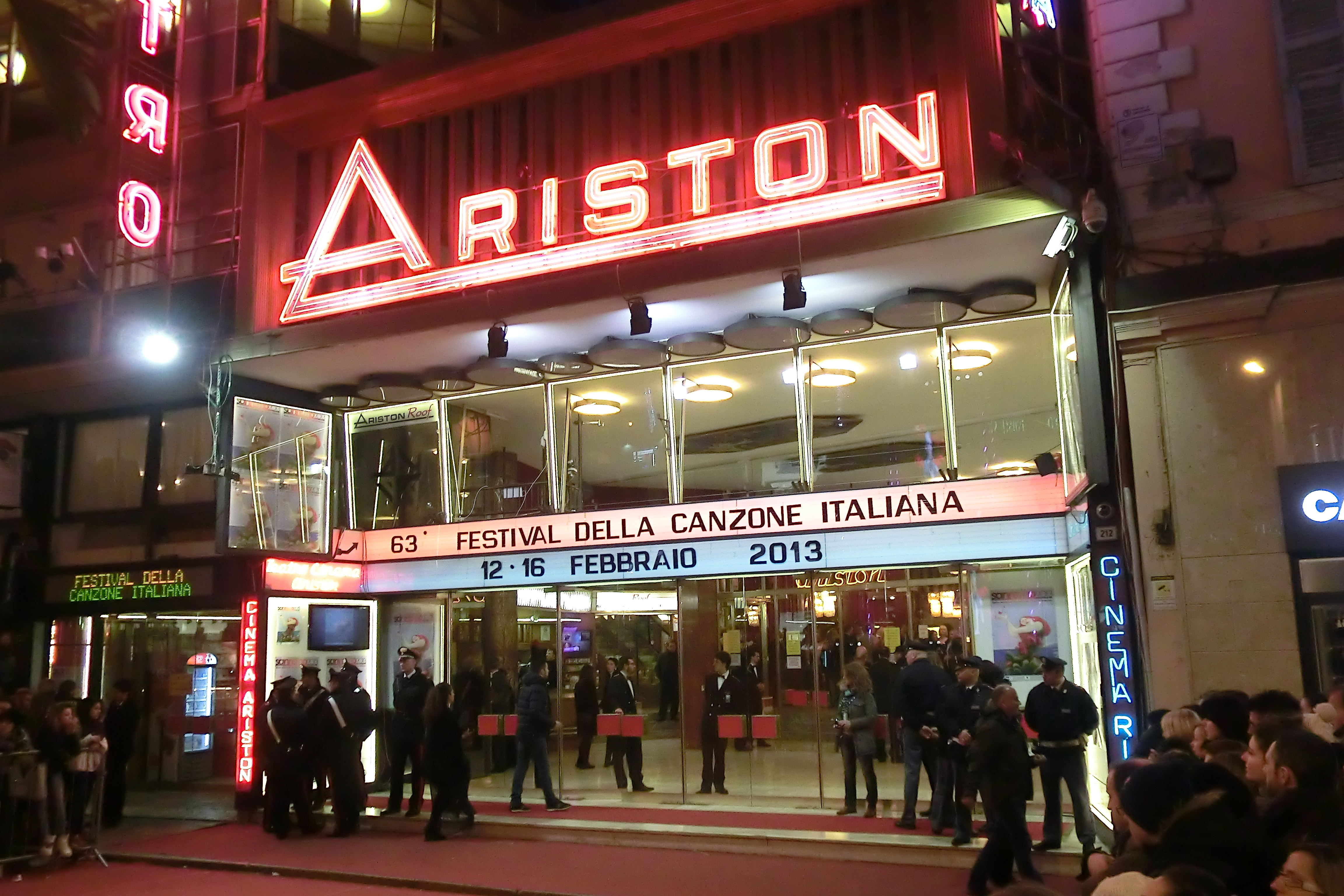
Das Ariston-Theater, Veranstaltungsort des Sanremo-Festivals

Pippo Baudos Rolle wurde 1995 noch einmal bedeutender, da er nun nicht nur Moderation und künstlerische Leitung, sondern auch die Vorauswahl der Festivalbeiträge übernahm. Bei der Moderation unterstützten ihn in diesem Jahr Anna Falchi und Claudia Koll. Eine neue Regel sah vor, dass in der Hauptkategorie neben 16 regulären Teilnehmern auch sieben Finalisten der Newcomer-Kategorie des Vorjahres ins Rennen gingen; allerdings gelangten von diesen nur vier ins Finale. Von den 16 diesjährigen Newcomern qualifizierten sich wieder zehn für das Finale ihrer Kategorie. Nach 1989 dauerte die Veranstaltung zum zweiten Mal fünf Abende statt vier; diese Dauer sollte sich fortan halten.
Im von Baudo handverlesenen Teilnehmerfeld fiel auf, dass es gleich mehrere Fernseh-Berühmtheiten jener Zeit in die Auswahl schafften: Fiorello, Lorella Cuccarini und Sabina Guzzanti. Fiorello war mit Finalmente tu (geschrieben von 883, die auch selbst im Rennen waren) großer Favorit und gleichzeitig als Partner von Komoderatorin Anna Falchi besonders beliebt bei der Klatschpresse. Ganze fünf Teilnehmer waren ehemalige Sanremo-Gewinner: Toto Cutugno, Massimo Ranieri, Gigliola Cinquetti, Peppino di Capri (als Teil des Trio Melody) und Gianni Morandi. Neben weiteren großen Namen wie Spagna, Patty Pravo und Loredana Bertè galt die junge Giorgia als einzige chancenreiche Außenseiterin. Internationale Gäste waren Ray Charles, Take That, Madonna, Sting oder Duran Duran.
Bei den Newcomern gewann schließlich die Gruppe Neri per Caso mit dem Lied Le ragazze, einen besonderen Eindruck konnte auch Gianluca Grignani mit Destinazione Paradiso hinterlassen. Der Kritikerpreis ging an Gloria, die mit Le voci di dentro das Finale verfehlt hatte. In der Hauptkategorie wurde Giorgia mit dem Kritikerpreis ausgezeichnet, was dann auch das Endergebnis vorwegnahm: Giorgia gewann mit Come saprei vor Gianni Morandi und Barbara Cola mit In amore sowie Spagna mit Gente come noi. Der anfängliche Favorit Fiorello landete lediglich auf dem fünften Platz, noch hinter Andrea Bocelli mit dem späteren Welthit Con te partirò.

## Teilnehmende Beiträge

### Campioni
- Sieger
- In der Vorrunde ausgeschieden

| Platzierung      | Interpret                              | Lied                                            | Autoren                                                                   | Stimmen |
| ---------------- | -------------------------------------- | ----------------------------------------------- | ------------------------------------------------------------------------- | ------- |
| 1                | Giorgia                                | Come saprei                                     | Giorgia Todrani, Eros Ramazzotti, Vladimiro Tosetto, Adelio Cogliati      | 20.885  |
| 2                | Gianni Morandi und Barbara Cola        | In amore                                        | Pasquale Panella, Bruno Zambrini                                          | 19.774  |
| 3                | Ivana Spagna                           | Gente come noi                                  | Ivana Spagna, Giorgio Spagna, Fio Zanotti, Angelo Valsiglio, Marco Marati | 18.768  |
| 4                | Andrea Bocelli                         | Con te partirò                                  | Lucio Quarantotto, Francesco Sartori                                      | 18.270  |
| 5                | Fiorello                               | Finalmente tu                                   | Max Pezzali, Mauro Repetto                                                | 18.025  |
| 6                | Danilo Amerio                          | Bisogno d’amore                                 | Danilo Amerio                                                             | 16.999  |
| 7                | Lighea                                 | Rivoglio la mia vita                            | Michele Pecora, Zenonazza, Lighea                                         | 16.656  |
| 8                | 883                                    | Senza averti qui                                | Max Pezzali, Pier Paolo Peroni, Marco Guarniero                           | 16.415  |
| 9                | Antonella Arancio                      | Più di così                                     | Fabrizio Carraresi, Franco Migliacci, Luca Bechelli, Mauro Goldsand       | 16.382  |
| 10               | Lorella Cuccarini                      | Un altro amore no                               | Vincenzo Incenzo, Davide Pinelli, Silvio Testi                            | 15.820  |
| 11               | Mango                                  | Dove vai                                        | Armando Mango, Saverio Grandi, Mango                                      | 15.492  |
| 12               | Giorgio Faletti                        | L’assurdo mestiere                              | Giorgio Faletti                                                           | 15.278  |
| 13               | Trio Melody                            | Ma che ne sai… (…se non hai fatto il piano-bar) | Claudio Mattone                                                           | 13.873  |
| 14               | Gigliola Cinquetti                     | Giovane vecchio cuore                           | Giorgio Faletti                                                           | 13.319  |
| 15               | Massimo Ranieri                        | La vestaglia                                    | Marcello Marrocchi, Giampiero Artegiani                                   | 13.167  |
| 16               | Drupi                                  | Voglio una donna                                | Toto Cutugno, Claudio Farina, Antonio Sanarico                            | 12.940  |
| 17               | Toto Cutugno                           | Voglio andare a vivere in campagna              | Toto Cutugno                                                              | 10.257  |
| 18               | Sabina Guzzanti und La Riserva Indiana | Troppo sole                                     | David Riondino                                                            | 9.295   |
| 19               | Loredana Bertè                         | ANGELI & angeli                                 | Loredana Bertè, Philippe Leon                                             | 8.571   |
| 20               | Patty Pravo                            | I giorni dell’armonia                           | Maurizio Monti, Giovanni Ullu                                             | 8.486   |
|                  | Francesca Schiavo                      | Amore e guerra                                  | Sergio Cammariere, Roberto Kunstler                                       |         |
| Valeria Visconti | È con te                               | Carlo Marrale                                   |                                                                           |         |
| Giò Di Tonno     | Padre e padrone                        | Giò Di Tonno, Alessandro Di Zio                 |                                                                           |         |

### Nuove proposte
- Sieger
- In der Vorrunde ausgeschieden

| Platzierung      | Interpret          | Lied                                      | Autoren                                                         | Stimmen |
| ---------------- | ------------------ | ----------------------------------------- | --------------------------------------------------------------- | ------- |
| 1                | Neri per Caso      | Le ragazze                                | Claudio Mattone                                                 | 13.202  |
| 2                | Massimo Di Cataldo | Che sarà di me                            | Vincenzo Incenzo, Laurex, Massimo Di Cataldo                    | 9.981   |
| 3                | Gigi Finizio       | Lo specchio dei pensieri                  | Gigi Finizio, Vincenzo Capasso                                  | 9.751   |
| 4                | Rossella Marcone   | Un posto al sole                          | Maurizio Morante                                                | 9.528   |
| 5                | Dhamm              | Ho bisogno di te                          | Alessio Ventura, Massimo Conti, Dario Benedetti, Mauro Munzi    | 9.485   |
| 6                | Gianluca Grignani  | Destinazione Paradiso                     | Gianluca Grignani                                               | 9.434   |
| 7                | Raffaella Cavalli  | Sentimento                                | Marco Marati, Angelo Valsiglio                                  | 9.354   |
| 8                | Fedele Boccassini  | Le foglie                                 | Fedele Boccassini                                               | 9.148   |
| 9                | Mara               | Dentro di me                              | Massimo Riva, Davide Civaschi                                   | 8.984   |
| 10               | Daniele Silvestri  | L’uomo col megafono                       | Daniele Silvestri                                               | 8.392   |
|                  | Prefisso           | Chi più ne ha                             | Francesco Ciccarelli, Luciano Favarin, Stefano Bonci, Rudy Neri |         |
| RockGalileo      | Le cose di ieri    | Saverio Lanza                             |                                                                 |         |
| Gloria           | Le voci di dentro  | Gloria Nuti, Celso Valli, Paolo Recalcati |                                                                 |         |
| Deco             | Monica             | Marco Bruni                               |                                                                 |         |
| Flavia Astolfi   | Per amore          | Mariella Nava                             |                                                                 |         |
| Fabrizio Consoli | Quando saprai      | Fabrizio Consoli, Eugenio Finardi         |                                                                 |         |

## Erfolge
Wie schon im Vorjahr übertrugen sich die Erfolge im Festival nicht auf die Hitparaden; hier war der große Gewinner die Gruppe 883 (im Wettbewerb Platz 8). Die Single Senza averti qui enthielt auch Fiorellos Finalmente tu. Außerdem trat Bocellis Con te partirò (Platz 4) einen weltweiten Siegeszug an.

| Jahr                                         | Titel Interpret                       | Höchstplatzierung, Gesamtwochen, AuszeichnungChartsChartplatzierungen (Jahr, Titel, Interpret, Platzierungen, Wochen, Auszeichnungen, Anmerkungen) | Anmerkungen |
| Jahr                                         | Titel Interpret                       | IT | Anmerkungen |
| -------------------------------------------- | ------------------------------------- | --- | ----------- |
| 1995                                         | Senza averti qui 883                  | IT3 (6 Wo.)IT | Platz 8     |
| 1995                                         | Gente come noi Spagna                 | IT5 (7 Wo.)IT | Platz 3     |
| Weitere Charterfolge aus dem Festivalumfeld: |                                       | |             |
|                                              |                                       | |             |
| 1995                                         | No More “I Love You’s” Annie Lennox   | IT1 (8 Wo.)IT | Gastbeitrag |
| 1995                                         | White Lines (Don’t Do It) Duran Duran | IT22 (3 Wo.)IT | Gastbeitrag |

## Belege
1. ↑  883 / Fiorello – Senza averti qui / Finalmente tu bei Discogs
2. ↑  Guido Racca: M&D Borsa Singoli 1960-2019. Selbstverlag, 2019, ISBN 978-1-09-326490-6.